# Ford Capri EV
Ford Capri EV — компактный электромобиль-кроссовер, производимый с 2024 года компанией Ford.

## Описание
О производстве Ford Capri EV было объявлено в начале 2023 года. Хотя название Capri не было подтверждено производителем, вместо этого автомобиль был назван «спортивным кроссовером» до официального запуска в 2024 году, 10 июля.
Capri EV основан на платформе Volkswagen Group MEB. Технологии и дизайн были переняты у Ford Explorer EV.
Сборка организована в Кёльне, где в ноябре 2023 года проходили испытания.

## Галерея
- Вид сзади
- Интерьер